# Gradska vijećnica u Varaždinu
Gradska vijećnica u Varaždinu jedan je od najprepoznatljivijih simbola grada Varaždina. Iako je kroz povijest nekoliko puta mijenjala svoj vanjski i unutarnji izgled, jedna je od najdugovječnijih vijećnica u Europi.
Sjedište gradske uprave, a prije slobodnog i kraljevskog grada Varaždina nalazi se u vijećnici koja dominira glavnim gradskim Trgom kralja Tomislava. Nekadašnji vlasnik Starog grada Juraj Brandenburg 1523. godine poklonio je Varaždincima prvu kamenu kuću te ona postaje sjedište gradskog “magistratuša” odnosno “rihtara”, preteče današnjeg gradonačelnika. Pogodio ju je veliki požar 1776. godine, nakon kojeg ju je obnovio Ivan Mihael Taxner. Franjo Losert uredio je pročelje s prepoznatljivim tornjem u klasicističkom stilu 1793. godine. Bila je mnogo puta obnavljana i uređivana sve od danas.

## Galerija
- Trg kralja Tomislava (Korzo) s Gradskom vijećnicom.
- Varaždinski Korzo s Gradskom vijećnicom.
- Ulaz u Gradsku vijećnicu.

## Zaštita
Pod oznakom Z-2611 zavedeno je kao nepokretno kulturno dobro - pojedinačno, pravna statusa zaštićena kulturnog dobra, klasificirano kao "javna građevina".